# Diskografie Alicii Keys
Toto je seznam vydané diskografie americké zpěvačky Alicii Keys.

## Alba

### Studiová alba
| Název                                                                                   | Detaily o albu                                                   | Umístění v hitparádách | Umístění v hitparádách | Umístění v hitparádách | Umístění v hitparádách | Umístění v hitparádách | Umístění v hitparádách | Umístění v hitparádách | Umístění v hitparádách | Umístění v hitparádách | Umístění v hitparádách | Prodeje                                       | Certifikace |
| Název                                                                                   | Detaily o albu                                                   | US                     | AUS                    | BEL (FL)               | CAN                    | GER                    | IRL                    | NL                     | NZ                     | SWI                    | UK                     | Prodeje                                       | Certifikace |
| --------------------------------------------------------------------------------------- | ---------------------------------------------------------------- | ---------------------- | ---------------------- | ---------------------- | ---------------------- | ---------------------- | ---------------------- | ---------------------- | ---------------------- | ---------------------- | ---------------------- | --------------------------------------------- | --- |
| Songs in A Minor                                                                        | - Vydáno: 5. června 2001 (US) - Vydavatelství: J                 | 1                      | 3                      | 8                      | 2                      | 2                      | 5                      | 1                      | 4                      | 3                      | 6                      | - US: 7,500,000 (2015) - UK: 1,130,868 (2012) | - RIAA: 7× Platinum - ARIA: 3× Platinum - BEA: Gold - BPI: 3× Platinum - BVMI: Platinum - IFPI SWI: 2× Platinum - MC: 5× Platinum - NVPI: 2× Platinum - RMNZ: Platinum |
| The Diary of Alicia Keys                                                                | - Vydáno: 2. prosince 2003 (US) - Vydavatelství: J               | 1                      | 22                     | 13                     | 15                     | 10                     | 37                     | 2                      | 25                     | 1                      | 13                     | - US: 4,900,000 (2009)                        | - RIAA: 5× Platinum - ARIA: 2× Platinum - BEA: Gold - BPI: Platinum - BVMI: Platinum - IFPI SWI: Platinum - MC: 2× Platinum - NVPI: Platinum - RMNZ: Gold              |
| As I Am                                                                                 | - Vydáno: 13. listopadu 2007 (US) - Vydavatelství: J             | 1                      | 3                      | 10                     | 2                      | 6                      | 15                     | 2                      | 5                      | 1                      | 11                     | - US: 3,700,000 (2009)                        | - RIAA: 4× Platinum - ARIA: Platinum - BEA: Gold - BPI: 2× Platinum - BVMI: Platinum - IFPI SWI: Platinum - IRMA: Gold - MC: 2× Platinum - NVPI: Gold - RMNZ: Gold     |
| The Element of Freedom                                                                  | - Vydáno: 15. prosince 2009 (US) - Vydavatelství: J              | 2                      | 19                     | 11                     | 5                      | 10                     | 9                      | 2                      | 22                     | 1                      | 1                      | - US: 1,650,000 (2014) - UK: 977,378 (2012)   | - RIAA: 2× Platinum - ARIA: Gold - BPI: 3× Platinum - BVMI: Gold - IFPI SWI: Platinum - MC: Platinum - NVPI: Gold                                                      |
| Girl on Fire                                                                            | - Vydáno: 26. listopadu 2012 (US) - Vydavatelství: RCA           | 1                      | 12                     | 11                     | 8                      | 6                      | 27                     | 7                      | 22                     | 3                      | 13                     | - US: 755,000 (2014)                          | - RIAA: Platinum - ARIA: Gold - BPI: Gold - BVMI: Gold - IFPI SWI: Gold - MC: Gold - NVPI: Platinum                                                                    |
| Here                                                                                    | - Vydáno: 4. listopadu 2016 (US) - Vydavatelství: RCA            | 2                      | 14                     | 12                     | 10                     | 14                     | 27                     | 12                     | 24                     | 5                      | 21                     | - US: 42,000                                  | |
| Alicia                                                                                  | - Vydáno: 18. září 2020 (US) - Vydavatelství: RCA                | 4                      | 13                     | 5                      | 2                      | 14                     | 72                     | 10                     | 38                     | 4                      | 12                     | - US: 51,000                                  | |
| Keys                                                                                    | - Vydáno: 10. prosince 2021 (US) - Vydavatelství: RCA            | 41                     | —                      | 92                     | —                      | 49                     | —                      | —                      | —                      | 18                     | —                      |                                               | |
| Santa Baby                                                                              | - Vydáno: 4. listopadu 2022 - Vydavatelství: Alicia Keys Records | 148                    | —                      | —                      | —                      | —                      | —                      | —                      | —                      | —                      | —                      |                                               | |
| "—" značí, že se nahrávka neumístila v hitparádách nebo v tomto území ani nebyla vydána |                                                                  |                        |                        |                        |                        |                        |                        |                        |                        |                        |                        |                                               | |

### Koncertní alba
| Název                                                                                   | Detaily o albu                                                   | Umístění v hitparádách | Umístění v hitparádách | Umístění v hitparádách | Umístění v hitparádách | Umístění v hitparádách | Umístění v hitparádách | Umístění v hitparádách | Umístění v hitparádách | Umístění v hitparádách | Umístění v hitparádách | Prodeje         | Certifikace                                                         |
| Název                                                                                   | Detaily o albu                                                   | US                     | AUS                    | BEL (FL)               | CAN                    | GER                    | IRL                    | NL                     | NZ                     | SWI                    | UK                     | Prodeje         | Certifikace                                                         |
| --------------------------------------------------------------------------------------- | ---------------------------------------------------------------- | ---------------------- | ---------------------- | ---------------------- | ---------------------- | ---------------------- | ---------------------- | ---------------------- | ---------------------- | ---------------------- | ---------------------- | --------------- | ------------------------------------------------------------------- |
| Unplugged                                                                               | - Vydáno: 11. října 2005 (US) - Vydavatelství: J                 | 1                      | 33                     | 14                     | 8                      | 25                     | 49                     | 2                      | 28                     | 7                      | 52                     | - US: 1,000,000 | - RIAA: Platinum - BPI: Silver - BVMI: Gold - MC: Gold - NVPI: Gold |
| VH1 Storytellers                                                                        | - Vydáno: 25. června 2013 (US) - Vydavatelství: RCA              | 108                    | —                      | —                      | —                      | 42                     | —                      | —                      | —                      | 35                     | —                      |                 |                                                                     |
| Verzuz: Alicia Keys x John Legend (Live)                                                | - Vydáno: 19. června 2020                                        | —                      | —                      | —                      | —                      | —                      | —                      | —                      | —                      | —                      | —                      |                 |                                                                     |
| Apple Music Live: Alicia Keys                                                           | - Vydáno: 22. prosince 2022 - Vydavatelství: Alicia Keys Records | —                      | —                      | —                      | —                      | —                      | —                      | —                      | —                      | —                      | —                      |                 |                                                                     |
| Inesquecivel Sao Paulo Brazil (Live from Allianz Park Sao Paulo Brazil)                 | - Vydáno: 9. května 2023 - Vydavatelství: Alicia Keys Records    | —                      | —                      | —                      | —                      | —                      | —                      | —                      | —                      | —                      | —                      |                 |                                                                     |
| Inolvidable Buenos Aires Argentina (Live from Movistar Arena Buenos Aires, Argentina)   | - Vydáno: 13. května 2023 - Vydavatelství: Alicia Keys Records   | —                      | —                      | —                      | —                      | —                      | —                      | —                      | —                      | —                      | —                      |                 |                                                                     |
| Inolvidable Santiago Chile (Live from Movistar Arena Santiago, Chile)                   | - Vydáno: 24. května 2023 - Vydavatelství: Alicia Keys Records   | —                      | —                      | —                      | —                      | —                      | —                      | —                      | —                      | —                      | —                      |                 |                                                                     |
| Inolvidable Bogota Colombia (Live from Movistar Arena Bogota, Colombia)                 | - Vydáno: 31. května 2023 - Vydavatelství: Alicia Keys Records   | —                      | —                      | —                      | —                      | —                      | —                      | —                      | —                      | —                      | —                      |                 |                                                                     |
| Inolvidable Mexico City Mexico (Live from Auditorio Nacional Mexico City, Mexico)       | - Vydáno: 13. června 2023 - Vydavatelství: Alicia Keys Records   | —                      | —                      | —                      | —                      | —                      | —                      | —                      | —                      | —                      | —                      |                 |                                                                     |
| "—" značí, že se nahrávka neumístila v hitparádách nebo v tomto území ani nebyla vydána |                                                                  |                        |                        |                        |                        |                        |                        |                        |                        |                        |                        |                 |                                                                     |

### Znovuvydaná alba
| Název                                                                                   | Detaily o albu                                           | Umístění v hitparádě |
| Název                                                                                   | Detaily o albu                                           | NL                   |
| --------------------------------------------------------------------------------------- | -------------------------------------------------------- | -------------------- |
| Remixed & Unplugged in A Minor                                                          | - Vydáno: 28. října 2002 - Vydavatelství: J              | —                    |
| As I Am: The Super Edition                                                              | - Vydáno: 10. listopadu 2008 - Vydavatelství: J          | —                    |
| Songs in A Minor – 10th Anniversary Edition                                             | - Vydáno: 28. června 2011 - Vydavatelství: J             | 69                   |
| Girl on Fire: Australian Tour Edition                                                   | - Vydáno: 29. listopadu 2013 - Vydavatelství: Sony Music | —                    |
| Songs in A Minor – 20th Anniversary Edition                                             | - Vydáno: 4. června 2021 - Vydavatelství: Sony Music     | —                    |
| Keys II                                                                                 | - Vydáno: 12. srpna 2022 - Vydavatelství: RCA            | —                    |
| The Diary of Alicia Keys 20                                                             | - Vydáno: 1. prosince 2023 - Vydavatelství: RCA          | —                    |
| "—" značí, že se nahrávka neumístila v hitparádách nebo v tomto území ani nebyla vydána |                                                          |                      |

### Box sety
| Coffret 2 CD: Unplugged / The Diary of Alicia Keys                                      | - Vydáno: 21. listopadu 2005 - Vydavatelství: J        | —  | —  | —  |               |
| Songs in A Minor / The Diary of Alicia Keys                                             | - Vydáno: 2. října 2006 - Vydavatelství: J             | —  | —  | —  |               |
| The Platinum Collection                                                                 | - Vydáno: 4. května 2010 (US) - Vydavatelství: J       | 45 | 75 | 20 | - BPI: Silver |
| Unplugged / As I Am                                                                     | - Vydáno: 9. října 2010 - Vydavatelství: Sony          | —  | —  | —  |               |
| The Collection                                                                          | - Vydáno: 13. prosince 2011 - Vydavatelství: J, Legacy | —  | —  | —  |               |
| As I Am / The Element of Freedom                                                        | - Vydáno: 2. července 2013 - Vydavatelství: J          | —  | —  | —  |               |
| The Element of Freedom / Girl on Fire                                                   | - Vydáno: 14. srpna 2015 - Vydavatelství: Legacy       | —  | —  | —  |               |
| "—" značí, že se nahrávka neumístila v hitparádách nebo v tomto území ani nebyla vydána |                                                        |    |    |    |               |

### Remixová alba
| Název   | Detaily o albu                                    |
| ------- | ------------------------------------------------- |
| Remixed | - Vydáno: 12. srpna 2008 (JPN) - Vydavatelství: J |

## Extended play
| Název                       | Detaily o EP                                                       |
| --------------------------- | ------------------------------------------------------------------ |
| Vault Playlist, Vol. 1      | - Vydáno: 7. dubna 2017 - Vydavatelství: RCA                       |
| Alicia: The Selects         | - Vydáno: 30. července 2021 - Vydavatelství: RCA                   |
| Sweet Dreams                | - Vydáno: 28. listopadu 2021 - Vydavatelství: RCA                  |
| Alicia Keys: Rehearsal Room | - Vydáno: 23. ledna 2024 - Vydavatelství: Sony Music Entertainment |

## Singly

### Jako hlavní umělkyně
| Název                                                                                   | Rok  | Umístění v hitparádách | Umístění v hitparádách | Umístění v hitparádách | Umístění v hitparádách | Umístění v hitparádách | Umístění v hitparádách | Umístění v hitparádách | Umístění v hitparádách | Umístění v hitparádách | Umístění v hitparádách | Certifikace | Album                                                                |
| Název                                                                                   | Rok  | US                     | AUS                    | BEL (FL)               | CAN                    | GER                    | IRL                    | NL                     | NZ                     | SWI                    | UK                     | Certifikace | Album                                                                |
| --------------------------------------------------------------------------------------- | ---- | ---------------------- | ---------------------- | ---------------------- | ---------------------- | ---------------------- | ---------------------- | ---------------------- | ---------------------- | ---------------------- | ---------------------- | --- | -------------------------------------------------------------------- |
| "Fallin'"                                                                               | 2001 | 1                      | 7                      | 1                      | 24                     | 2                      | 3                      | 1                      | 1                      | 2                      | 3                      | - RIAA: 3× Platinum - ARIA: 3× Platinum - BEA: Platinum - BPI: Platinum - BVMI: Platinum - IFPI SWI: Platinum - NVPI: Platinum - RMNZ: Gold                  | Songs in A Minor                                                     |
| "A Woman's Worth"                                                                       | 2002 | 7                      | 16                     | 31                     | —                      | 45                     | 25                     | 22                     | 5                      | 32                     | 18                     | - RIAA: Gold - ARIA: Gold | Songs in A Minor                                                     |
| "How Come You Don't Call Me"                                                            | 2002 | 59                     | 29                     | —                      | —                      | 80                     | 32                     | 73                     | —                      | 60                     | 26                     | | Songs in A Minor                                                     |
| "Girlfriend"                                                                            | 2002 | —                      | 13                     | —                      | —                      | 100                    | 40                     | 18                     | —                      | —                      | 24                     | | Songs in A Minor                                                     |
| "You Don't Know My Name"                                                                | 2003 | 3                      | —                      | —                      | —                      | 68                     | 33                     | 20                     | —                      | 26                     | 19                     | - BPI: Silver - RIAA: Platinum | The Diary of Alicia Keys                                             |
| "If I Ain't Got You"                                                                    | 2004 | 4                      | —                      | —                      | —                      | 81                     | 44                     | 11                     | —                      | 35                     | 18                     | - RIAA: 6× Platinum - ARIA: 4× Platinum - BPI: 2× Platinum - BVMI: Gold                                                                                      | The Diary of Alicia Keys                                             |
| "Diary" (feat. Tony! Toni! Toné!)                                                       | 2004 | 8                      | —                      | —                      | —                      | —                      | —                      | —                      | —                      | —                      | —                      | - RIAA: Gold | The Diary of Alicia Keys                                             |
| "My Boo" (s Usher)                                                                      | 2004 | 1                      | —                      | 21                     | —                      | 4                      | 7                      | 6                      | —                      | 3                      | 5                      | - RIAA: 5× Platinum - BPI: Platinum - BVMI: Gold - MC: Platinum                                                                                              | Confessions                                                          |
| "Karma"                                                                                 | 2004 | 20                     | —                      | 40                     | —                      | 62                     | —                      | 40                     | —                      | 71                     | —                      | - RIAA: Gold | The Diary of Alicia Keys                                             |
| "Unbreakable"                                                                           | 2005 | 34                     | —                      | —                      | —                      | —                      | —                      | 45                     | —                      | —                      | —                      | | Unplugged                                                            |
| "Don't Give Up (Africa)" (s Bono)                                                       | 2005 | —                      | —                      | —                      | —                      | —                      | —                      | —                      | —                      | —                      | —                      | | Singl bez alb                                                        |
| "Every Little Bit Hurts"                                                                | 2006 | —                      | —                      | —                      | —                      | —                      | —                      | —                      | —                      | —                      | —                      | | Unplugged                                                            |
| "No One"                                                                                | 2007 | 1                      | 3                      | 4                      | 2                      | 3                      | 8                      | 4                      | 2                      | 1                      | 6                      | - RIAA: Diamond - ARIA: 6× Platinum - BEA: Gold - BPI: Platinum - BVMI: Gold - MC: 2× Platinum - RMNZ: Platinum                                              | As I Am                                                              |
| "Like You'll Never See Me Again"                                                        | 2007 | 12                     | 77                     | —                      | —                      | 63                     | 48                     | 84                     | —                      | —                      | 53                     | - RIAA: Platinum | As I Am                                                              |
| "Teenage Love Affair"                                                                   | 2008 | 54                     | —                      | —                      | —                      | —                      | —                      | —                      | 21                     | —                      | 199                    | | As I Am                                                              |
| "Superwoman"                                                                            | 2008 | 82                     | 57                     | —                      | —                      | 43                     | —                      | 75                     | —                      | 48                     | 128                    | - RIAA: Gold | As I Am                                                              |
| "Another Way to Die" (s Jack White)                                                     | 2008 | 81                     | 29                     | 10                     | 15                     | 8                      | 12                     | 48                     | 15                     | 4                      | 9                      | - ARIA: Gold - BPI: Silver | Quantum of Solace                                                    |
| "Doesn't Mean Anything"                                                                 | 2009 | 60                     | 96                     | —                      | 66                     | 8                      | 34                     | 43                     | 22                     | 5                      | 8                      | - RIAA: Gold - BPI: Silver | The Element of Freedom                                               |
| "Try Sleeping with a Broken Heart"                                                      | 2009 | 27                     | —                      | —                      | 37                     | 33                     | 22                     | 44                     | 12                     | 21                     | 7                      | - RIAA: Platinum - BPI: Platinum - MC: Gold | The Element of Freedom                                               |
| "Put It in a Love Song" (feat. Beyoncé)                                                 | 2010 | —                      | 18                     | —                      | 71                     | —                      | 26                     | —                      | 24                     | —                      | —                      | - ARIA: Platinum | The Element of Freedom                                               |
| "Empire State of Mind (Part II) Broken Down"                                            | 2010 | 55                     | 75                     | —                      | 40                     | 35                     | 8                      | 6                      | —                      | 19                     | 4                      | - RIAA: Platinum - ARIA: 2× Platinum - BPI: 2× Platinum - BVMI: 3× Gold                                                                                      | The Element of Freedom                                               |
| "Un-Thinkable (I'm Ready)"                                                              | 2010 | 21                     | —                      | —                      | —                      | —                      | —                      | —                      | —                      | —                      | —                      | - RIAA: 3× Platinum - BPI: Silver | The Element of Freedom                                               |
| "Wait Til You See My Smile"                                                             | 2010 | —                      | —                      | —                      | —                      | —                      | —                      | —                      | —                      | —                      | —                      | | The Element of Freedom                                               |
| "Girl on Fire" (sólo nebo feat. Nicki Minaj)                                            | 2012 | 11                     | 12                     | 6                      | 6                      | 4                      | 11                     | 5                      | 7                      | 5                      | 5                      | - RIAA: 7× Platinum - ARIA: 6× Platinum - BEA: Gold - BPI: 2× Platinum - BVMI: Platinum - IFPI SWI: Platinum - MC: 2× Platinum - NVPI: Gold - RMNZ: Platinum | Girl on Fire                                                         |
| "Brand New Me"                                                                          | 2012 | —                      | —                      | —                      | —                      | —                      | —                      | 64                     | —                      | —                      | 92                     | - RIAA: Gold | Girl on Fire                                                         |
| "New Day"                                                                               | 2013 | —                      | —                      | —                      | —                      | —                      | —                      | —                      | —                      | —                      | —                      | | Girl on Fire                                                         |
| "Fire We Make" (s Maxwell)                                                              | 2013 | —                      | —                      | —                      | —                      | —                      | —                      | —                      | —                      | —                      | —                      | - RIAA: Gold | Girl on Fire                                                         |
| "Tears Always Win"                                                                      | 2013 | —                      | —                      | —                      | —                      | —                      | —                      | —                      | —                      | —                      | —                      | | Girl on Fire                                                         |
| "It's On Again" (feat. Kendrick Lamar)                                                  | 2014 | —                      | 81                     | —                      | —                      | 95                     | —                      | —                      | —                      | —                      | 31                     | | Amazing Spider-Man 2                                                 |
| "We Are Here"                                                                           | 2014 | —                      | —                      | —                      | —                      | —                      | —                      | —                      | —                      | 32                     | —                      | | Singly bez alb                                                       |
| "28 Thousand Days"                                                                      | 2015 | —                      | —                      | —                      | —                      | —                      | —                      | —                      | —                      | —                      | —                      | | Singly bez alb                                                       |
| "In Common"                                                                             | 2016 | —                      | —                      | —                      | —                      | —                      | —                      | —                      | —                      | —                      | 89                     | - RIAA: Gold | Here                                                                 |
| "Back to Life"                                                                          | 2016 | —                      | —                      | —                      | —                      | —                      | —                      | —                      | —                      | —                      | —                      | | Queen of Katwe                                                       |
| "Blended Family (What You Do for Love)" (feat. A$AP Rocky)                              | 2016 | —                      | —                      | —                      | —                      | —                      | —                      | —                      | —                      | 85                     | —                      | | Here                                                                 |
| "Us" (s James Bay)                                                                      | 2018 | —                      | —                      | —                      | —                      | —                      | —                      | —                      | —                      | —                      | —                      | | Singly bez alb                                                       |
| "Raise a Man"                                                                           | 2019 | —                      | —                      | —                      | —                      | —                      | —                      | —                      | —                      | —                      | —                      | | Singly bez alb                                                       |
| "Calma (Alicia Remix)" (s Pedro Capó a Farruko)                                         | 2019 | 71                     | —                      | —                      | —                      | —                      | —                      | —                      | —                      | —                      | —                      | | Gangalee                                                             |
| "Show Me Love" (s Miguel)                                                               | 2019 | 90                     | —                      | —                      | —                      | —                      | —                      | —                      | —                      | —                      | —                      | - RIAA: Platinum | Alicia                                                               |
| "Time Machine"                                                                          | 2019 | —                      | —                      | —                      | —                      | —                      | —                      | —                      | —                      | —                      | —                      | | Alicia                                                               |
| "Underdog"                                                                              | 2020 | 69                     | —                      | 13                     | —                      | 24                     | —                      | 41                     | —                      | 21                     | —                      | - RIAA: Platinum - BVMI: Gold - IFPI SWI: Gold - MC: Gold | Alicia                                                               |
| "Good Job"                                                                              | 2020 | —                      | —                      | —                      | —                      | —                      | —                      | —                      | —                      | —                      | —                      | | Alicia                                                               |
| "Perfect Way to Die"                                                                    | 2020 | —                      | —                      | —                      | —                      | —                      | —                      | —                      | —                      | —                      | —                      | | Alicia                                                               |
| "So Done" (feat. Khalid)                                                                | 2020 | —                      | —                      | —                      | —                      | —                      | —                      | —                      | —                      | —                      | —                      | | Alicia                                                               |
| "Love Looks Better"                                                                     | 2020 | —                      | —                      | —                      | —                      | —                      | —                      | —                      | —                      | —                      | —                      | | Alicia                                                               |
| "A Beautiful Noise" (s Brandi Carlile)                                                  | 2020 | —                      | —                      | —                      | —                      | —                      | —                      | —                      | —                      | —                      | —                      | | Alicia                                                               |
| "Lala" (feat. Swae Lee)                                                                 | 2021 | —                      | —                      | —                      | —                      | —                      | —                      | —                      | —                      | —                      | —                      | | Keys                                                                 |
| "Best of Me"                                                                            | 2021 | —                      | —                      | —                      | —                      | —                      | —                      | —                      | —                      | —                      | —                      | | Keys                                                                 |
| "City of Gods" (s Fivio Foreign a Kanye West)                                           | 2022 | 46                     | 66                     | —                      | 20                     | —                      | 36                     | —                      | —                      | 91                     | 58                     | - RIAA: Gold | B.I.B.L.E. a Donda 2                                                 |
| "City of Gods (Part II)"                                                                | 2022 | —                      | —                      | —                      | —                      | —                      | —                      | —                      | —                      | —                      | —                      | | Singl bez alb                                                        |
| "Trillions" (feat. Brent Faiyaz)                                                        | 2022 | —                      | —                      | —                      | —                      | —                      | —                      | —                      | —                      | —                      | —                      | | Keys II                                                              |
| "December Back 2 June"                                                                  | 2022 | —                      | —                      | —                      | —                      | —                      | —                      | —                      | —                      | —                      | —                      | | Santa Baby                                                           |
| "Come for Me" (feat. Khalid a Lucky Daye)                                               | 2023 | —                      | —                      | —                      | —                      | —                      | —                      | —                      | —                      | —                      | —                      | | Keys                                                                 |
| "If I Ain't Got You" (Orchestral Version) (feat. Queen Charlotte's Global Orchestra)    | 2023 | —                      | —                      | —                      | —                      | —                      | —                      | —                      | —                      | —                      | —                      | | Queen Charlotte: A Bridgerton Story (Covers from the Netflix Series) |
| "Golden Child"                                                                          | 2023 | —                      | —                      | —                      | —                      | —                      | —                      | —                      | —                      | —                      | —                      | | The Diary Of Alicia Keys 20                                          |
| "Lifeline"                                                                              | 2023 | —                      | —                      | —                      | —                      | —                      | —                      | —                      | —                      | —                      | —                      | | The Color Purple (Music from and Inspired By)                        |
| "Kaleidoscope"                                                                          | 2024 | —                      | —                      | —                      | —                      | —                      | —                      | —                      | —                      | —                      | —                      | | Hell's Kitchen Soundtrack                                            |
| "Finally" (se Swedish House Mafia)                                                      | 2024 | —                      | —                      | —                      | —                      | —                      | —                      | —                      | —                      | —                      | —                      | | Singl bez alb                                                        |
| "—" značí, že se nahrávka neumístila v hitparádách nebo v tomto území ani nebyla vydána |      |                        |                        |                        |                        |                        |                        |                        |                        |                        |                        | |                                                                      |

### Jako vedlejší umělkyně
| Název | Rok  | Umístění v hitparádách | Umístění v hitparádách | Umístění v hitparádách | Umístění v hitparádách | Umístění v hitparádách | Umístění v hitparádách | Umístění v hitparádách | Umístění v hitparádách | Umístění v hitparádách | Umístění v hitparádách | Certifikace                                                                                              | Album                             |
| Název | Rok  | US                     | AUS                    | BEL (FL)               | CAN                    | GER                    | IRL                    | NL                     | NZ                     | SWI                    | UK                     | Certifikace                                                                                              | Album                             |
| --- | ---- | ---------------------- | ---------------------- | ---------------------- | ---------------------- | ---------------------- | ---------------------- | ---------------------- | ---------------------- | ---------------------- | ---------------------- | --- | --------------------------------- |
| "Brotha Part II" (Angie Stone feat. Alicia Keys a Eve) | 2001 | —                      | —                      | —                      | —                      | —                      | 45                     | 49                     | —                      | —                      | 37                     | | Mahogany Soul                     |
| "What's Going On" (among Artists Against AIDS Worldwide) | 2001 | 27                     | —                      | —                      | —                      | 35                     | —                      | —                      | —                      | 16                     | 6                      | | What's Going On: All-Star Tribute |
| "Gangsta Lovin'" (Eve feat. Alicia Keys) | 2002 | 2                      | 4                      | 18                     | —                      | 21                     | 15                     | 8                      | 7                      | 6                      | 6                      | - ARIA: Platinum                                                                                         | Eve-Olution                       |
| "Ghetto Story Chapter 2" (Cham feat. Alicia Keys) | 2006 | 77                     | —                      | —                      | —                      | —                      | —                      | —                      | —                      | —                      | 62                     | | Ghetto Story                      |
| "Empire State of Mind" (Jay-Z feat. Alicia Keys) | 2009 | 1                      | 4                      | 4                      | 3                      | 11                     | 2                      | 2                      | 6                      | 4                      | 2                      | - RIAA: Diamond - ARIA: 3× Platinum - BEA: Platinum - BPI: 3× Platinum - BVMI: Platinum - RMNZ: Platinum | The Blueprint 3                   |
| "Looking for Paradise" (Alejandro Sanz feat. Alicia Keys) | 2009 | —                      | —                      | —                      | —                      | —                      | —                      | —                      | —                      | —                      | —                      | | Paraíso Express                   |
| "International Party" (Swizz Beatz feat. Alicia Keys) | 2011 | —                      | —                      | —                      | —                      | —                      | —                      | —                      | —                      | —                      | —                      | | Singly bez alb                    |
| "New Day" (50 Cent feat. Dr. Dre a Alicia Keys) | 2012 | 79                     | 44                     | —                      | 43                     | 53                     | —                      | 92                     | —                      | —                      | —                      | | Singly bez alb                    |
| "I'll Always Walk Beside You" (Richie Sambora feat. Alicia Keys, Luke Ebbin, Aaron Sterling a Curt Schneider) | 2012 | —                      | —                      | —                      | —                      | —                      | —                      | —                      | —                      | —                      | —                      | | Singly bez alb                    |
| "I Will Pray (Pregherò)" (Giorgia feat. Alicia Keys) | 2013 | —                      | —                      | —                      | —                      | —                      | —                      | —                      | —                      | —                      | —                      | | Senza paura                       |
| "Say Her Name (Hell You Talmbout)" (Janelle Monáe feat. Kimberlé Crenshaw, Beyoncé, Alicia Keys, Chloe x Halle, Tierra Whack, Isis V, Zoë Kravitz, Brittany Howard, Asiahn, Mj Rodriguez, Jovian Zayne, Angela Rye, Nikole Hannah-Jones, Brittany Packnett Cunningham a Alicia Garza) | 2021 | —                      | —                      | —                      | —                      | —                      | —                      | —                      | —                      | —                      | —                      | | Singl bez alb                     |
| "—" značí, že se nahrávka neumístila v hitparádách nebo v tomto území ani nebyla vydána |      |                        |                        |                        |                        |                        |                        |                        |                        |                        |                        | |                                   |

### Promo singly
| Název                                                          | Rok  | Album          |
| -------------------------------------------------------------- | ---- | -------------- |
| "Not Even the King"                                            | 2012 | Girl on Fire   |
| "We Gotta Pray"                                                | 2014 | Singl bez alb  |
| "Hallelujah"                                                   | 2016 | Here           |
| "Holy War"                                                     | 2016 | Here           |
| "Ave Maria (The Voice Performance)" (s Wé McDonald)            | 2016 | Singly bez alb |
| "Diamonds and Pearls (The Voice Performance)" (s Chris Blue)   | 2017 | Singly bez alb |
| "The Christmas Song"                                           | 2019 | Singly bez alb |
| "Wasted Energy (Remix)" (feat. Kaash Paige a Diamond Platnumz) | 2020 | Alicia         |

## Spolu umělkyně
| Název                                               | Rok  | Další umělec                             | Album                                              |
| --------------------------------------------------- | ---- | ---------------------------------------- | -------------------------------------------------- |
| "Someday at Christmas" among Voices of Soul         | 1996 | Voices of Soul                           | 12 Soulful Nights of Christmas                     |
| "Little Drummer Girl"                               | 1996 | žádné                                    | 12 Soulful Nights of Christmas                     |
| "At the Club (Interlude)"                           | 2000 | Ice Cold                                 | Unrestricted                                       |
| "Mr. Man"                                           | 2001 | Jimmy Cozier                             | Jimmy Cozier                                       |
| "Someday We'll All Be Free"                         | 2001 | žádné                                    | America: A Tribute to Heroes                       |
| "Boy Meets Girl"                                    | 2002 | Truck Turner                             | Look Both Ways Before You Cross Me                 |
| "Impossible"                                        | 2002 | Christina Aguilera                       | Stripped                                           |
| "Warrior Song"                                      | 2002 | Nas                                      | God's Son                                          |
| "2 Train"                                           | 2002 | Mario                                    | Mario                                              |
| "Put Me On"                                         | 2002 | Mario                                    | Mario                                              |
| "Someday We'll All Be Free"                         | 2003 | žádné                                    | Sessions @ AOL                                     |
| "America the Beautiful"                             | 2005 | Ray Charles                              | Genius & Friends                                   |
| "If This World Were Mine"                           | 2005 | Jermaine Paul                            | So Amazing: An All-Star Tribute to Luther Vandross |
| "Gravity"                                           | 2006 | John Mayer                               | Continuum                                          |
| "Djin Djin"                                         | 2007 | Angélique Kidjo, Branford Marsalis       | Djin Djin                                          |
| "Almost Everything Is Boinga"                       | 2008 | The Backyardigans                        | The Backyardigans: Born To Play                    |
| "Everybody Hurts"                                   | 2009 | Annie Lennox                             | The Annie Lennox Collection                        |
| "Send Me an Angel"                                  | 2010 | žádné                                    | Hope for Haiti Now                                 |
| "Fireworks"                                         | 2010 | Drake                                    | Thank Me Later                                     |
| "All of the Lights"                                 | 2010 | Kanye West                               | My Beautiful Dark Twisted Fantasy                  |
| "I'm Yours"                                         | 2011 | R J Small                                | R J Small Compilation, Vol. 1                      |
| "Where's the Fun in Forever?"                       | 2012 | Miguel                                   | Kaleidoscope Dream                                 |
| "Empire State of Mind (Part II) Broken Down (Live)" | 2012 | žádné                                    | 12-12-12: The Concert for Sandy Relief             |
| "No One (Live)"                                     | 2012 | žádné                                    | 12-12-12: The Concert for Sandy Relief             |
| "Know Who You Are"                                  | 2014 | Pharrell Williams                        | G I R L                                            |
| "Little Drummer Girl Remix"                         | 2015 | žádné                                    | A Classic Holiday... Presented by MBK              |
| "That Would Be Enough"                              | 2016 | žádné                                    | The Hamilton Mixtape                               |
| "Nobody"                                            | 2017 | DJ Khaled, Nicki Minaj                   | Grateful                                           |
| "Like Home"                                         | 2017 | Eminem                                   | Revival                                            |
| "The Great Curve"                                   | 2018 | Angélique Kidjo, Questlove, Blood Orange | žádné                                              |
| "Morning Light"                                     | 2018 | Justin Timberlake                        | Man of the Woods                                   |
| "For All We Know"                                   | 2019 | žádné                                    | Live 8 (Live, July 2005)                           |
| "Truth"                                             | 2019 | Mark Ronson, The Last Artful, Dodgr      | Late Night Feelings                                |
| "Winter Time"                                       | 2020 | Sabrina Claudio                          | Christmas Blues                                    |
| "Hold Me Down"                                      | 2021 | DMX                                      | Exodus                                             |
| "Intro"                                             | 2021 | Khalid                                   | Scenic Drive                                       |
| "Ghetto Gatsby"                                     | 2022 | Brent Faiyaz                             | Wasteland                                          |
| "Therapy Session"                                   | 2023 | Lil Durk                                 | Almost Healed                                      |
| "I'm Not the Only One"                              | 2024 | Sam Smith                                | In the Lonely Hour (10th Anniversary Edition)      |